# England, Half-English
England, Half-English — студийный альбом английского фолк-рок музыканта Билли Брэгга, изданный 4 марта 2002 года на лейблах Cooking Vinyl и Elektra Records. Это первый диск, записанный им с его бэк-группой The Blokes. Название взято из сборника эссе и статей Колина Макиннеса «Англия, наполовину англичанин» (1961), в который вошла статья 1957 года «Молодая Англия, наполовину англичанин» («Young England, Half English») о влиянии американской поп-музыки на английских подростков. Альбом получил положительные и умеренные отзывы музыкальной критики и интернет-изданий.
В марте 2002 года альбом занял 51 место в хит-параде альбомов Великобритании UK Albums Chart. Его первый сингл, двойной А-сайд «England, Half English» / «St. Monday», достиг 98 места в чарте синглов Великобритании в том же месяце. «Take Down the Union Jack», песня из альбома, протестующая против монархии, золотого юбилея королевы Елизаветы и выступающая за независимость Англии и Шотландии, достигла 22 места в UK Singles Chart в мае 2002 года.

## История
Альбом стал вторым з 11 лет изданием Брэгга с оригинальным материалом после двух пластинок LP с музыкой Вуди Гатри.

## Отзывы
| Совокупная оценка    | Совокупная оценка |
| Источник             | Оценка            |
| -------------------- | ----------------- |
| Metacritic           | (64/100)          |
| Оценки критиков      |                   |
| Источник             | Оценка            |
| AllMusic             | [ 3 ]             |
| The Austin Chronicle | [ 5 ]             |
| Entertainment Weekly | B−                |
| Los Angeles Times    | [ 7 ]             |
| Neumu.net            | [ 8 ]             |
| NME                  | (5/10)            |
| Playlouder           | [ 10 ]            |
| Robert Christgau     | [ 11 ]            |
| Rolling Stone        | [ 12 ]            |
| Spin                 | (7/10)            |
| Stylus Magazine      | F                 |
| Uncut                | [ 4 ]             |
| Yahoo! Music UK      | [ 14 ]            |

Альбом получил положительные отзывы музыкальной критики и интернет-изданий.
На данный момент альбом получил 64 балл из 100 на Metacritic, основываясь на «в целом благоприятных отзывах».
Джек Рэбид из AllMusic отметил, что Брэгг в своём отнюдь не самом лучшем альбоме «внезапно превратился в лидера какой-то чересчур задорной паб-рок-барной группы. Брэгг явно решает острые вопросы, на которые большинство поп-персон не рискнули бы и малейшей позиции. Что значит быть британцем, с одной стороны, и гражданином мира, с другой, — об этом он явно задумывается, и это даже отразилось в музыкальном колорите».

## Список композиций
По данным из буклета.
Все песни написаны Билли Брэггом, кроме указанных
1. «St. Monday» — 3:04
2. «Jane Allen» (Martyn Barker, Bragg, Lu Edmonds, Ben Mandelson, Иэн Маклэган) — 3:58
3. «Distant Shore» (Barker, Bragg, Edmonds, Mandelson, McLagan) — 2:30
4. «England, Half English» (Barker, Bragg, Edmonds, Mandelson, McLagan) — 2:29
5. «NPWA (No Power Without Accountability)» (Barker, Bragg, Edmonds, Mandelson, McLagan) — 5:31
6. «Some Days I See the Point» (Barker, Bragg, Edmonds, Mandelson, McLagan) — 4:59
7. «Baby Faroukh» (Barker, Bragg, Edmonds, Mandelson, McLagan) — 3:06
8. «Take Down the Union Jack» — 3:20
9. «Another Kind of Judy» — 3:44
10. «He’ll Go Down» — 3:21
11. «Dreadbelly» (Barker, Bragg, Edmonds, Mandelson, McLagan) — 3:33
12. «Tears of My Tracks» — 3:53

Australian CD bonus track
1. «Yarra Song» — 3:33

Japanese CD bonus tracks
1. «You Pulled the Carpet Out» — 2:38
2. «Mystery Shoes» — 3:09

Бонусный диск переиздания 2006 года на компакт-диске (CD)
1. «Billericay Dickie» (Иэн Дьюри, Steve Nugent) (из Brand New Boots and Panties, 2001) — 4:46
2. «Mansion on the Hill» (Брюс Спрингстин) (из Light of Day — A Tribute to Bruce Springsteen, 2003) — 4:20
3. «Glad and Sorry» (Ronnie Lane) (ранее не издававшийся трек) — 4:08
4. «He’ll Go Down» (demo) (ранее не издававшийся) — 3:31
5. «Yarra Song» (B-side из «Take Down the Union Jack») — 3:33
6. «You Pulled the Carpet Out» (B-side из «Take Down the Union Jack») — 2:38
7. «Mystery Shoes» (B-side из «Take Down the Union Jack») — 3:09
8. «Tears of my Tracks» (demo) (ранее не издававшийся) — 3:20
9. «Take Down the Union Jack» (версия группы) (B-side из «Take Down the Union Jack») — 3:22
10. «England, Half English» (7" remix) (Barker, Bragg, Edmonds, Mandelson, McLagan) (B-side из «Take Down the Union Jack») — 3:56
11. «1 2 3 4» (Вуди Гатри) (из Daddy-O Daddy! Rare Family Songs of Woody Guthrie, 2001) — 2:05
12. «Dry Bed» (band version) (Guthrie) (из Daddy-O Daddy! Rare Family Songs of Woody Guthrie) — 3:19
13. «Danny Rose» (Lal Waterson, Mike Waterson) (из Shining Bright — The Songs of Lal and Mike Waterson, 2002) — 2:27
14. «She Smiled Sweetly» (Мик Джеггер, Кейт Ричардс) (с компиляции различных исполнителей, прилагаемой к журналу Uncut, март 2002 года) — 2:50